# Liste der Naturdenkmale in Sankt Alban (Pfalz)
Die Liste der Naturdenkmale in Sankt Alban nennt die im Gemeindegebiet von Sankt Alban ausgewiesenen Naturdenkmale (Stand 28. März 2024).

## Naturdenkmale
| Nr.         | Bezeichnung             | Lage                         | Beschreibung                                                                        | Bild                                    |
| ----------- | ----------------------- | ---------------------------- | ----------------------------------------------------------------------------------- | --------------------------------------- |
| ND-7333-057 | Linden auf dem Schulhof | Schulstraße, bei Nr. 10 Lage | Tilia cordata, zwei Bäume; um 1900 gepflanzt, 15 m hoch bei 2,4 m bzw. 2,7 m Umfang | Direkt Bild zu diesem Denkmal hochladen |
| ND-7333-069 | Winterlinde             | Hauptstraße, bei Nr. 10 Lage | Tilia cordata; 20 m hoch bei 2,2 m Umfang                                           | Direkt Bild zu diesem Denkmal hochladen |